# Новак Вукоје
Новак Вукоје (Сечањ, 2. фебруар 1947 — Нови Сад, 17. август 2020) био је српски оториноларинголог, познат као "доктор за хркање". Студије медицине завршио је 1972. године на Универзитету у Сарајеву где је специјализовао оториноларингологију. Године 1980. магистрирао је, а 1990. добија звање примаријуса. Од 2008. године члан је Српске и Руске академије иновативних наука (САИН). Скоро цео свој радни век провео је у Војној болници у Сарајеву (до рата 1992) и у Војно медицинском центру (ВМЦ) у Новом Саду.
Био је члан Српског лекарског друштва, Извршног одбора Друштва лекара као и члан Председништва ОРЛ Србије. Одликован је четири пута орденом за заслуге у области одбране и безбедности (СФРЈ, СРЈ, СЦГ и Војске Србије) као и Орденом трећег степена председника државе.
Проблемом хркања и ноћног гушења бавио се преко 20 година. Његов рад на том пољу је награђен многобројним признањима. Развио је властиту хируршку методу за лечење тог проблема, узрокованог палатофарингеалном опструкцијом, за коју је добио златну медаљу на међународном салону иновација у Москви 2008. године.
Новак Вукоје је живео и радио у Новом Саду. Преминуо је 17. августа 2020. године од корона вируса.

## Публикације
Уз многобројне објављене стручне и научне радове др Вукоје Новак објављује и четири књиге, три у којима се бави проблемом хркања и ноћног гушења. Такође, излагао је на бројним европским и светским конгресима.

### Књиге
1. Хркање и како га спречити, 1998. година
2. Хркање и ноћно гушење, 2003. година
3. Рез за миран сан, 2008. година
4. Основи савремене оториноларингологије